# 東武緑地
東武緑地株式会社（とうぶりょくち、英: Toburyokuchi Corporation）は、日本の造園業者。東武鉄道グループ。

## 概要
- 創業/設立 - 1969年（ダイヤモンド造園技研）/1972年3月22日（守弘移植重機）
- 本社所在地 - 東京都墨田区向島一丁目26番5号
- 代表者 - 取締役社長　青木雅彦
- 資本金 - 5000万円
- 売上高 - 73億円（2021年3月期：4月1日～3月31日）
- 65億円（2020年3月期：4月1日～3月31日）
- 81億円（2019年3月期：4月1日～3月31日）
- 従業員数 - 350人（正社員） (2022年04月現在)
- 事業所 - 本社：東京都墨田区向島1-26-5
  - 本店：東京都杉並区天沼3-5-4 MS荻窪ビル4階
  - 千葉支店：千葉県千葉市花見川区天戸町1229
  - 埼玉支店：埼玉県春日部市栄町1-179
  - 名古屋営業所：愛知県名古屋市名東区藤森2-275-301
  - 管理ゴルフ場：全国50ヶ所（2022年4月時点）

## 沿革
- 1969年（昭和44年）- 造園工事の専業会社としてダイヤモンド造園技研株式会社が創業。
- 1972年（昭和47年）3月 - 守弘移植重機株式会社設立。
- 1979年（昭和54年）- ダイヤモンド造園技研に東武鉄道が資本参加し、東武グループの系列会社となる。
- 1986年（昭和61年）- ダイヤモンド造園技研が東武緑地建設株式会社に商号を変更。
- 1994年（平成6年）- 守弘移植重機が東武緑地建設傘下に入る。
- 2003年（平成15年）
  - 11月 - 守弘移植重機が東武緑地株式会社に商号変更。
  - 12月 - 東武緑地が、東武緑地建設、株式会社花見川、株式会社銀座花から営業譲受を受ける。

## 事業の概要
- 造園工事 - 造園工事の施工管理及び企画・提案
- 植栽管理 - 芝草・植栽の管理業務、指定管理等
- ゴルフ場コース管理 - ゴルフ場コース全般のメンテナンス業務、受注業務
- 施設運営事業 - ゴルフ場、フラワーガーデン、温泉施設、ホテルの運営
- 装花の販売・グリーンリース - 観葉植物のリース及びブライダル関連業務
- ゴルフ練習場事業 - ゴルフ練習場の経営